# Hello, Summertime
«Hello, Summertime» es una canción interpretada por el cantante estadounidense Bobby Goldsboro. Fue publicada en agosto de 1974 como el sencillo principal de su álbum del mismo nombre.

## Recepción de la crítica
Un escritor no especificado de la revista Cash Box declaró: “Esto les resultará inmediatamente familiar a quienes hayan disfrutado de los brillantes anuncios veraniegos de Coca-Cola esta temporada. Lo que Bobby ha hecho aquí se ha elaborado en ese lugar de un minuto y ha creado una canción del verano perfecta, completa con cuerdas brillantes y un arreglo coral aún más alegre. Puede que el verano esté llegando a su fin, pero éste deleitará al público, ya que ayuda a que los recuerdos vuelvan rápidamente”.

## Lista de canciones
7-inch single – United Artists UA-XW529-X
1. «Hello, Summertime» – 2:23
2. «And Then There Was Gina» – 3:38

## Posicionamiento
| Gráfica (1974)                                 | Pico de posición |
| ---------------------------------------------- | ---------------- |
| Canadá (RPM Pop Music Playlist)                | 46               |
| Estados Unidos (Billboard Easy Listening)      | 8                |
| Estados Unidos (Billboard Hot Country Singles) | 79               |
| Irlanda (Irish Singles Chart)                  | 18               |
| Reino Unido (UK Albums Chart)                  | 14               |